# Birgitta Lillpers
Birgitta Lillpers, sinh ngày 14 tháng 2 năm 1958 ở Orsa, là tác giả nữ người Thụy Điển.
Lillpers tự coi mình là nhà thơ trữ tình, dù rằng các tác phẩm của bà dần dần nghiêng về dạng tiểu thuyết. Bà đã đoạt nhiều giải thưởng của Thụy Điển, trong đó có các giải Aftonbladets litteraturpris (Giải văn học của nhật báo buổi chiều) (1990) và Svenska Dagbladets litteraturpris (Giải văn học nhật báo Thụy Điển) (2004) cho tuyển tập thơ Glömde väl inte ljusets element när du räknade.

## Tiểu sử và sự nghiệp

### Tác phẩm
- Stämnoja, (tuyển tập thơ, 1982).
- Igenom: härute, (tuyển tập thơ, 1984).
- Gry, och bärga, (tuyển tập thơ, 1986).
- Blomvattnarna, (tiểu thuyết, 1987).
- I bett om vatten, (tuyển tập thơ, 1988)
- Besök på en främmande kennel, (tuyển tập thơ, 1990).
- Iris, Isis och skräddaren, (tiểu thuyết, 1991).
- Krigarna i den här provinsen, (tuyển tập thơ, 1992)
- Medan de ännu hade hästar, (tiểu thuyết, 1993).
- Propolis, (tuyển tập thơ, 1995)
- Och jag grep årorna och rodde, (tiểu thuyết, 1998)
- Silverskåp, (tuyển tập thơ, 2000)
- Alla dessa liv och våder, (tiểu thuyết, 2002)
- Glömde väl inte ljusets element när du räknade, (tuyển tập thơ, 2004)
- Dikter från betet, (tuyển tập thơ, 2006)
- Nu försvinner vi eller ingår, (tuyển tập thơ, 2007)

## Vinh danh
- Aftonbladets litteraturpris (1990)
- Sveriges Radios Lyrikpris (1992)
- Gerard Bonniers lyrikpris (1996)
- De Nios Vinterpris (1996)
- Giải Dobloug (2001)
- Svenska Dagbladets litteraturpris (2004)
- Karlfeldt-priset (2007)
- De Nios stora pris (2008)
- Ferlinpriset (2008)
- Lars Ahlin-stipendiet (2008)